# Andrena garrula
Andrena garrula är en biart som beskrevs av Warncke 1965. Andrena garrula ingår i släktet sandbin, och familjen grävbin. Inga underarter finns listade i Catalogue of Life.